# Vesela (Pleternica)
Vesela is een plaats in de gemeente Pleternica in de Kroatische provincie Požega-Slavonië. De plaats telt 189 inwoners (2001).